# Roberto Santos
Pour les articles homonymes, voir Santos (homonymie).
Roberto Santos, né à São Paulo (Brésil) le 15 avril 1928 et mort dans cette ville le 3 mai 1987, est un réalisateur, scénariste et producteur brésilien, figure notable du Cinema Novo.

## Filmographie partielle

### Comme réalisateur au cinéma
- 1958 : O Grande Momento
- 1965 : Matraga (A Hora e a Vez de Augusto Matraga)
- 1966 : As Cariocas
- 1968 : O Homem Nu
- 1969 : Carnaval São Paulo
- 1971 : Um Anjo Mau
- 1972 : Vozes do Medo
- 1977 : Contos Eróticos
- 1978 : As Três Mortes de Solano
- 1979 : Os Amantes da Chuva
- 1985 : Nasce Uma Mulher
- 1987 : Quincas Borba